# Ellie Nunn
Ellie Nunn (* 1991) ist eine britische Schauspielerin und Sängerin bei Film, Theater, Musical und Fernsehen.

## Leben
Ellie Nunn ist die Tochter des Regisseurs Sir Trevor Nunn und der Schauspielerin Imogen Stubbs, die seit 2011 getrennt leben.
Sie hat drei Stief-Geschwister aus den ersten Ehe von Trevor Nunn, Laurie Nunn, Joshua Nunn, Amy Nunn und einen Bruder Jesse Nunn, die alle künstlerische Berufe ausüben.

## Karriere

### Theater
Ausgebildet wurde Ellie Nunn am Homerton College in Cambridge.
Sie trat in Bühnenproduktionen auf, darunter im Off-West End-Musical Desperate Measures im Jermyn Street Theatre von Robert Kingsland und Chris Barton und in Declan Donnellans Inszenierung von Shakespeare in Love im Noël Coward Theatre.
Im April 2016 wurde sie im Rahmen der weltweiten Shakespeare 400-Feierlichkeiten als Viola in Grassroots Shakespeare Londons Inszenierung Was ihr wollt (Twelfth Night) bekannt gegeben.

### Musical
Neben ihrer Schauspielkunst trat sie in mehreren Musical-Produktionen, u. a. in Cabaret, Honk! und Der große Gabsy, auf.

### Film und Fernsehen
Bekannt wurde sie 2009, als Lily in dem Film Cracks unter der Regie von Jordan Scott und ist beim gleichnamigen Soundtrack zu hören.

## Filmographie (Auswahl)
- 2009: Cracks
- 2015: Guinea Pigs (Kurzfilm)
- 2016: Chubby Funny
- 2022: Doctors (Fernsehserie, 4 Folgen)
- 2022: The Presence of Love (Fernsehfilm)
- 2022: EastEnders (Fernsehserie, 2 Folgen)
- 2024: The Nun Slayer (Kurzfilm)
- 2024: The Lost Love (Kurzfilm)
- 2024: Royal Kill List (Fernsehserie, 3 Folgen)